# Антоній Семашко
Анто́ній Сема́шко (пол. Antoni Józef Siemaszko; нар. 17 лютого 1861, Кшевін біля Паневежиса — пом. 24 жовтня 1924, Варшава) — польський актор і режисер, директор Польського театру в Києві 1907—1908 років, який існував за фінансової підтримки Польського товариства шанувальників мистецтва та складався з акторів-аматорів.

## Життєпис
Народився в родині Юзефа Семашка і Гіацинти, уродженої Кукевич, в Кшевіні поблизу Паневежиса.
Закінчив гімназію в Каунасі. Потім навчався в театральній школі Еміліана Деринга у Варшаві.
Дебютував 1879 року на сцені варшавського театру в п'єсі Юзефа Крашевського «Коса і камінь». Того ж року з трупою Е. Деринга виступав у провінційних містечках, а з часом у Лодзі та Плоцьку.
1881—1882 — артист варшавських урядових театрів (Warszawskie Teatry Rządowe).
У сезоні 1882—1883 років виступав у Санкт-Петербурзі в ансамблі Й. Тексла та Ф. Веселовського.
Від 7 червня 1883 року і в сезоні 1883—1884 років був актором у Кракові; з трупою Краківського театру він зокрема виступав влітку 1883 року у Тарнові.
У сезоні 1884—1885 років працював у Львові.
Влітку 1885 року працював у варшавській театральній організації Ельдорадо.
Від 7 листопада 1885 року — знову у Кракові, де на цей раз відпрацював вісім сезонів, до грудня 1893 року.
Липень 1886; 1887—1888; 1893 — працює у варшавських урядових театрах. Згодом у Любліні (1888), Познані (квітень 1891) та Львові (вересень 1893 року).
1894 року поставив п'єсу «Чоловік у дитинстві» на сцені Львівського театру Скарбека (нині Національний академічний український драматичний театр імені Марії Заньковецької).
У червні 1888 року він одружився в Кракові з актрисою Вандою Серпінською.
У сезоні 1893—1994 (з грудня 1893) був актором Львівського товариства, та згодом був запрошений актором у Познань.
Від вересня 1894 року він втретє повертається до Кракова і виступає тут до 31 жовтня 1900 року. Як запрошений актор виступав у варшавських урядових театрах (17 липня — 25 серпня 1895 року) і в Познані (травень 1897 року).
1900—1906 — актор варшавських урядових театрів, а 1906—1907 років — Малого театру Варшави.
У сезоні 1907—1908 — директор Польського театру в Києві, який існував за фінансової підтримки Польського товариства шанувальників мистецтва та складався з акторів-аматорів.
У вересні 1908 року він виступив як запрошений актор у Краківському народному театрі, а у сезоні 1908—1909 працював актором та режисером Лодзького театру.
1909—1914 — вчетверте у Кракові.
Під час Першої світової війни він воював у 2-й бригаді польських легіонів, досяг звання капітана, був нагороджений Хрестом Хоробрих.
У сезоні 1918—1919 років був актором Польського театру у Лодзі, 1919—1923 — Польського театру у Варшаві.
У січні 1921 року гастролював у Бидгощі.
Він знімався у польських фільмах: «Пригоди пана Антонія» (1913), «Пан Твардовський» (1920), «Корчма на перехресті» (1923).
Писав драми, в тому числі комедії: «Чоловік у дитинстві», «Вензель».
Адаптував до сцени «Пана Володийовського».
Був знаним членом ZASP (Спілки польських акторів сцени).

## Ролі в театрі
- Нік Навій («Сон літньої ночі» Шекспіра)
- Полоній («Гамлет» Шекспіра)
- Грабець («Баладина» Ю. Словацького)
- Байков («Дзяди» А. Міцкевича)
- Майор («Фантазія» Ю. Словацького)
- Теофіл («Дурний Яків» Т. Ріттнера)
- Клепацький («Вічек і Вачек» З. Пшибильського)
- Шварценкопф («Малка Шварценкопф» Г. Запольської)
- Старий Фірулкес («Йойне Фірулкес» Г. Запольської)
- Дульський («Мораль Пані Дульської» Г. Запольської)
- Даум («Панна Малічевська» Г. Запольської)
- Чесник («Помста» А. Фредра)

## Ролі в кіно
- 1913 — Пригоди пана Антонія / Przygody pana Antoniego — пан Антоній (головна роль)
- 1921 — Пан Твардовський / Pan Twardowski — старий боярин
- 1922 — Цар Дмитрій Самозванець / Car Dymitr Samozwaniec
- 1922 — Габбі Золоте ліжко / Gabby Złote Łóżko
- 1923 — Корчма на перехресті / Karczma na rozdrożu